# Kim Song-kan
Kim Song-kan (anglický přepis: Kim Sung-Gan; 17. listopad 1912 – 29. květen 1984) byl korejsko-japonský fotbalista.

## Klubová kariéra
Hrával za Keijo SC.

## Reprezentační kariéra
Kim Song-kan odehrál za japonský národní tým v roce 1940 celkem 1 reprezentační utkání.

## Statistiky
| Japonsko | Japonsko | Japonsko |
| Roky     | Záp.     | Góly     |
| -------- | -------- | -------- |
| 1940     | 1        | 0        |
| Celkem   | 1        | 0        |